# 丰格斯马尔
丰格斯马尔（法語：Fongueusemare，法語發音：[fɔ̃ɡøzmaʁ]）是法国滨海塞纳省的一个市镇，属于勒阿弗尔区。

## 地理
丰格斯马尔（49°40'42"N, 0°18'19"E）面积11.85 平方千米，位于法国诺曼底大区滨海塞纳省，该省份为法国北部沿海省份，其西部及北部濒大西洋英吉利海峡，东起顺时针与索姆省、瓦兹省、厄尔省和卡爾瓦多斯省接壤。
与丰格斯马尔接壤的市镇（或旧市镇、城区）包括：屈韦维尔、埃克兰维尔、莱洛日、马尼凯维尔、科地区索瑟兹马尔。

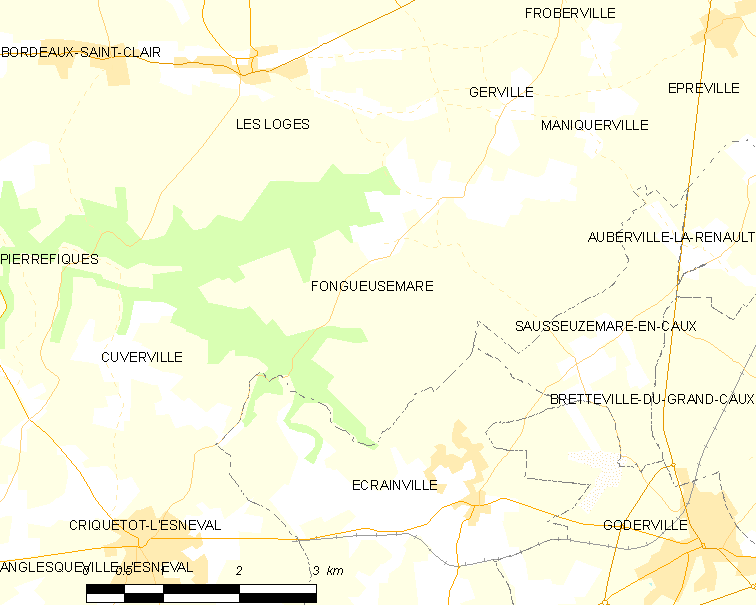
丰格斯马尔的OSM定位图

丰格斯马尔的时区为UTC+01:00、UTC+02:00（夏令时）。

## 行政
丰格斯马尔的邮政编码为76280，INSEE市镇编码为76268。

## 政治
丰格斯马尔所属的省级选区为滨海奥克特维尔县。

## 人口

1962-2008年间丰格斯马尔人口变化图示

丰格斯马尔于2022年1月1日时的人口数量为176人。